# Liste des présidents de la Junte des communautés de Castille-La Manche
Cet article dresse la liste des titulaires du poste de président de la Junte des communautés de Castille-La Manche depuis l'approbation de la loi organique du 16 août 1982 établissant le statut d'autonomie de la communauté autonome, jusqu'à aujourd'hui.

## Liste
| Président | Président                 | Dates                                                     | Parti     | Remarque                                                                                                 |
| --------- | ------------------------- | --------------------------------------------------------- | --------- | --- |
|           | José Bono                 | 7 juin 1983 - 18 avril 2004 (20 ans, 10 mois et 11 jours) | PSCM-PSOE | Record de longévité Nommé ministre de la Défense en 2004                                                 |
|           | José María Barreda        | 29 avril 2004 – 22 juin 2011 (7 ans, 1 mois et 24 jours)  | PSCM-PSOE | Premier socialiste défait lors d'une élection régionale Élu au Congrès des députés aux élections de 2011 |
|           | María Dolores de Cospedal | 22 juin 2011 - 3 juillet 2015 (4 ans et 11 jours)         | PPCLM     | Première femme à occuper ce poste Première présidente issue du PP                                        |
|           | Emiliano García-Page      | Depuis le 3 juillet 2015 (9 ans, 8 mois et 16 jours)      | PSCM-PSOE | Gouverne en minorité entre 2015 et 2017 Ancien maire de Tolède                                           |